# Fläten, Hälsingland
Fläten är en sjö i Ovanåkers kommun i Hälsingland och ingår i Ljusnans huvudavrinningsområde. Sjön är 13,4 meter djup, har en yta på 2,21 kvadratkilometer och är belägen 229 meter över havet.

## Delavrinningsområde
Fläten ingår i det delavrinningsområde (678174-149702) som SMHI kallar för Utloppet av Fläten. Medelhöjden är 260 meter över havet och ytan är 10,69 kvadratkilometer. Det finns ett avrinningsområde uppströms, och räknas det in blir den ackumulerade arean 23,48 kvadratkilometer. Vattendraget som avvattnar avrinningsområdet har biflödesordning 4, vilket innebär att vattnet flödar genom totalt 4 vattendrag innan det når havet efter 110 kilometer. Avrinningsområdet består mestadels av skog (75 procent). Avrinningsområdet har 2,21 kvadratkilometer vattenytor vilket ger det en sjöprocent på 20,7 procent.